# Droga wojewódzka nr 988
Droga wojewódzka nr 988 (DW988) – droga wojewódzka łącząca Babicę z Warzycami. Liczy 43,447 km, biegnie ze wschodu na zachód województwa podkarpackiego.
W dniu 16 sierpnia 2007 roku oddany został przebudowany ostatni, pięciokilometrowy wybudowany częściowo po nowym śladzie, odcinek drogi łączący ją z drogą krajową nr 28 w miejscowości Warzyce

## Miejscowości leżące przy trasie DW988
- Babica (DK19)
- Czudec
- Zaborów
- Strzyżów (DW989)
- Dobrzechów
- Wiśniowa (DW986)
- Frysztak
- Twierdza (DW990)
- Lubla
- Warzyce (DK28)